# 新绘画陈列馆
新绘画陈列馆（Neue Pinakothek）是德国慕尼黑的一座美术馆，主要收藏18世纪和19世纪欧洲艺术品，是世界上最重要的收藏19世纪艺术品的美术馆之一。新绘画陈列馆连同老绘画陈列馆（Alte Pinakothek）和现代艺术陈列馆（Pinakothek der Moderne）构成慕尼黑的艺术区（Kunstareal）。

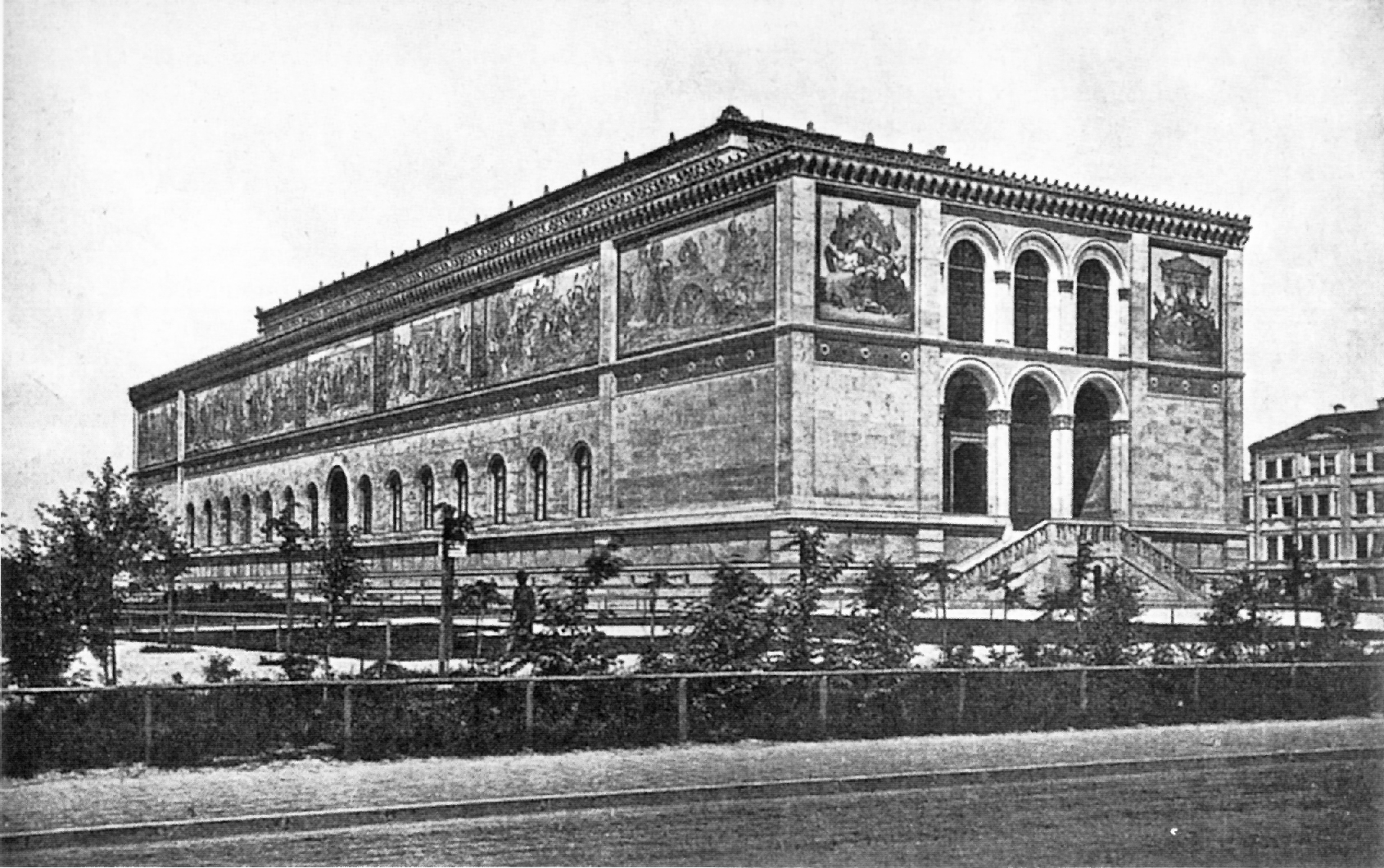
新绘画陈列馆，1880

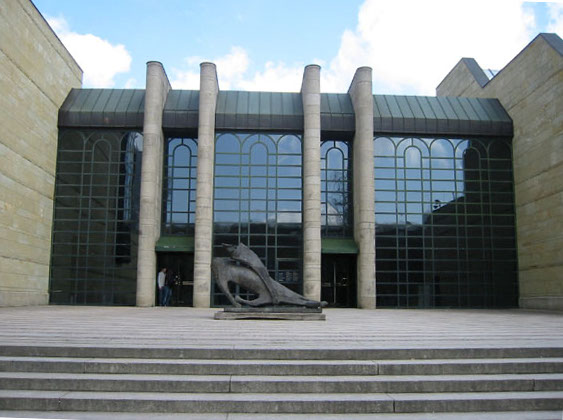
新绘画陈列馆新馆，1981年开放

## 藏品

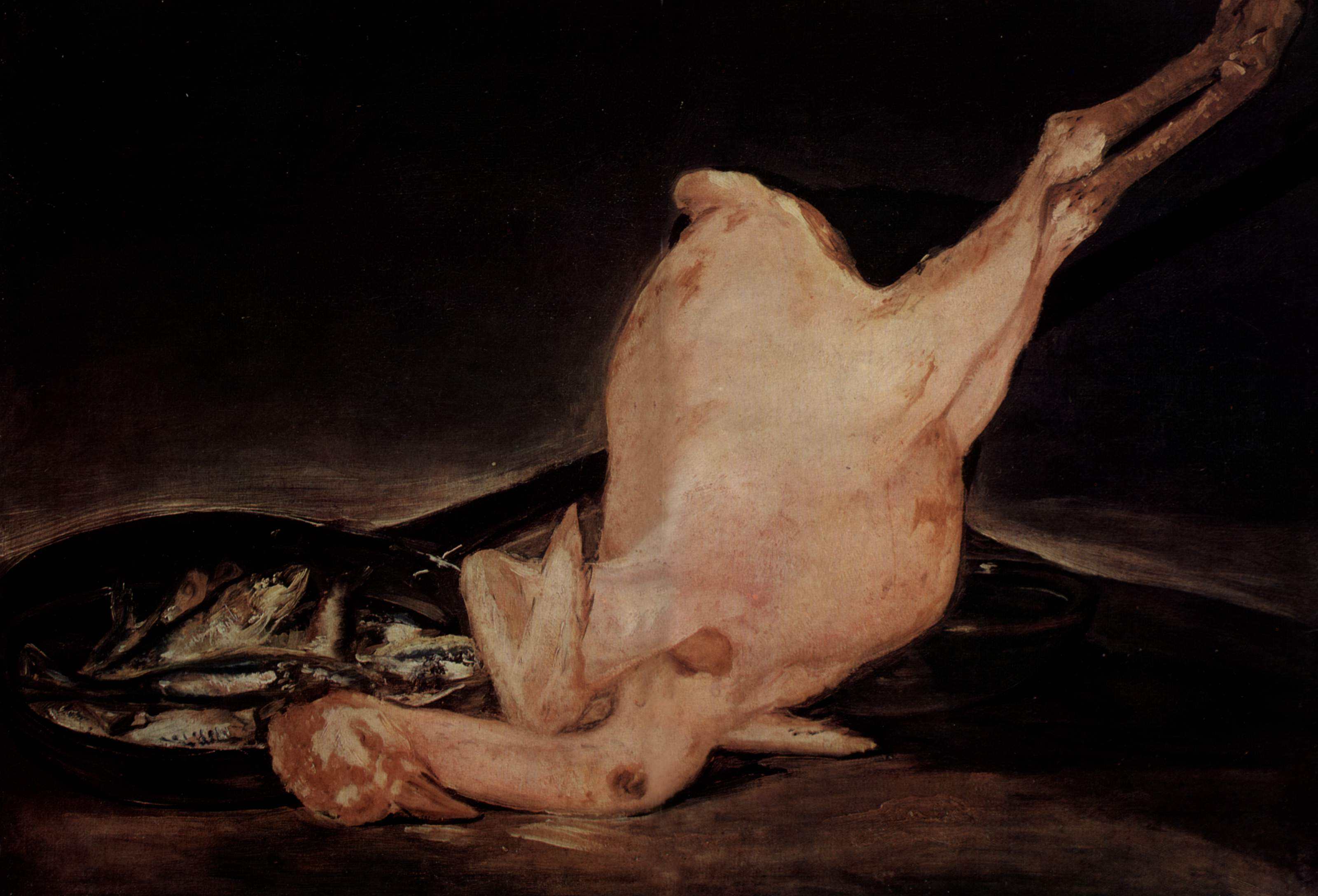
法蘭西斯科·哥雅 Plucked Turkey (1810).

- 18世纪下半叶的国际主义绘画：

- 18世纪和19世纪初的英国绘画：

- 德国古典主义绘画 在罗马

- 德国浪漫主义绘画

- 法国现实主义和浪漫主义绘画

- 历史绘画

- 德国现实主义绘画

- 德国印象派绘画
- 法国印象派绘画

- 象征主义和新艺术运动和20世纪初

- 雕塑

## 画廊

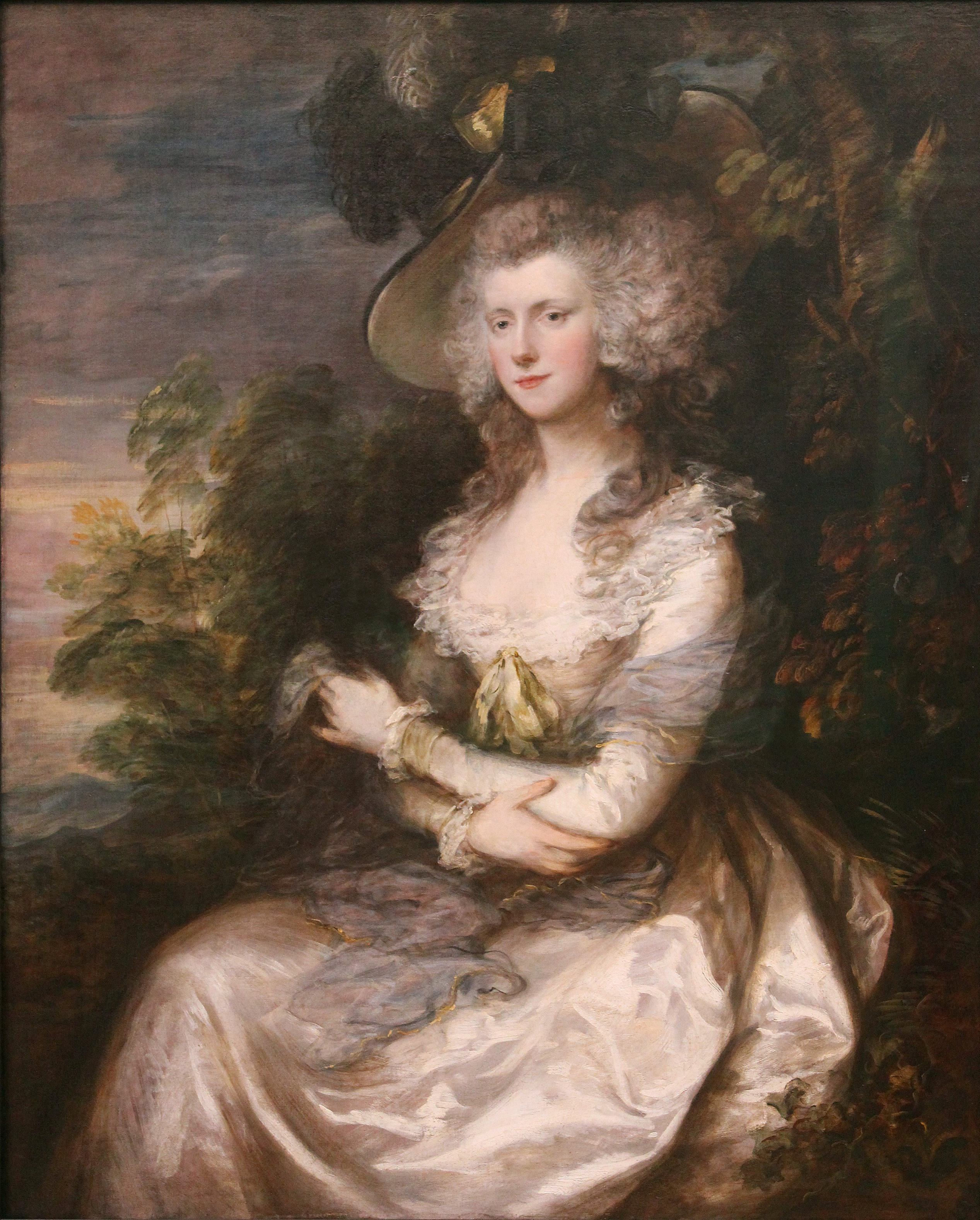
托馬斯·庚斯博羅 《托馬斯·希伯特夫人》
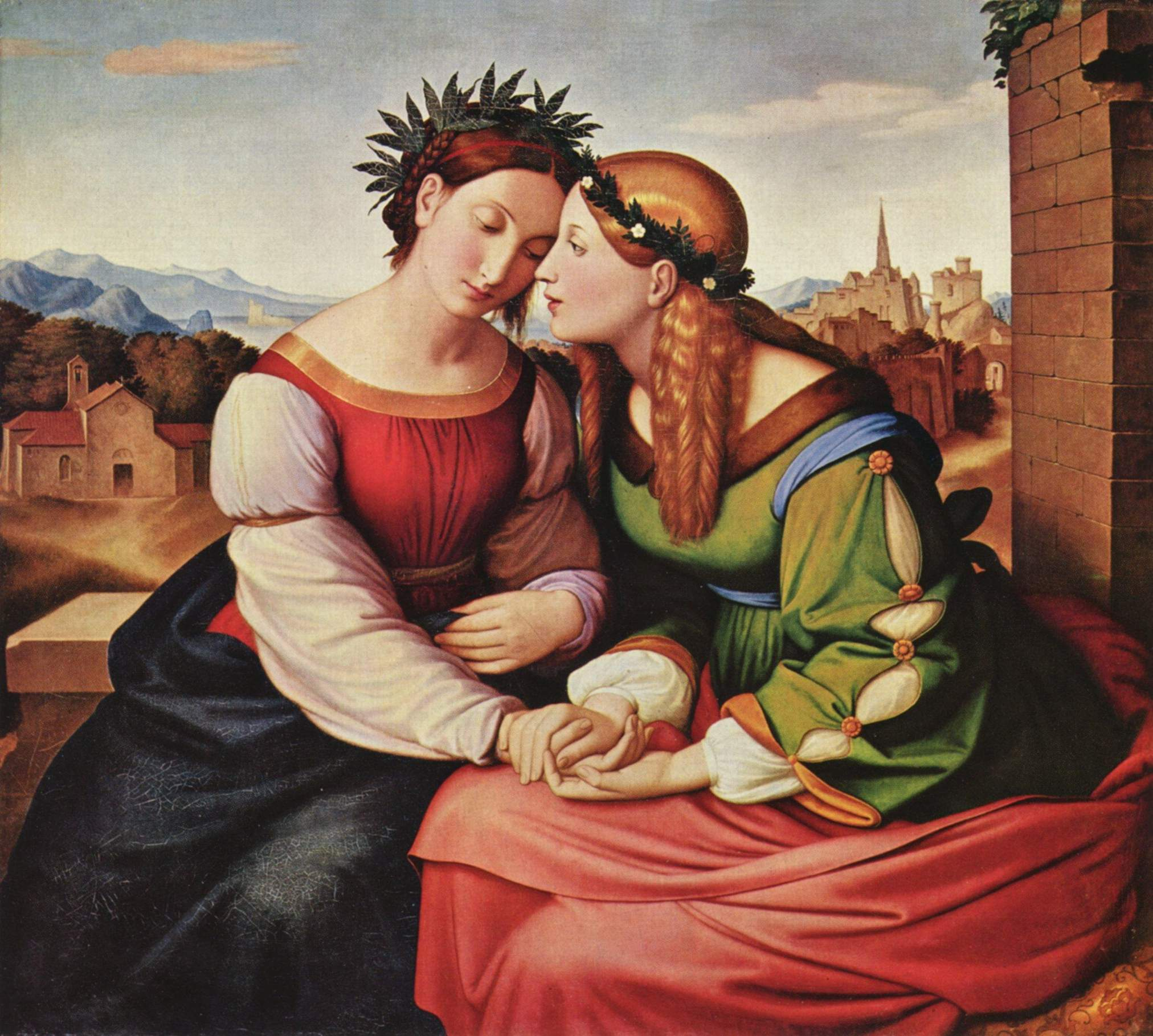
約翰·弗里德利希·奧韋爾貝克 《義大利和德意志》
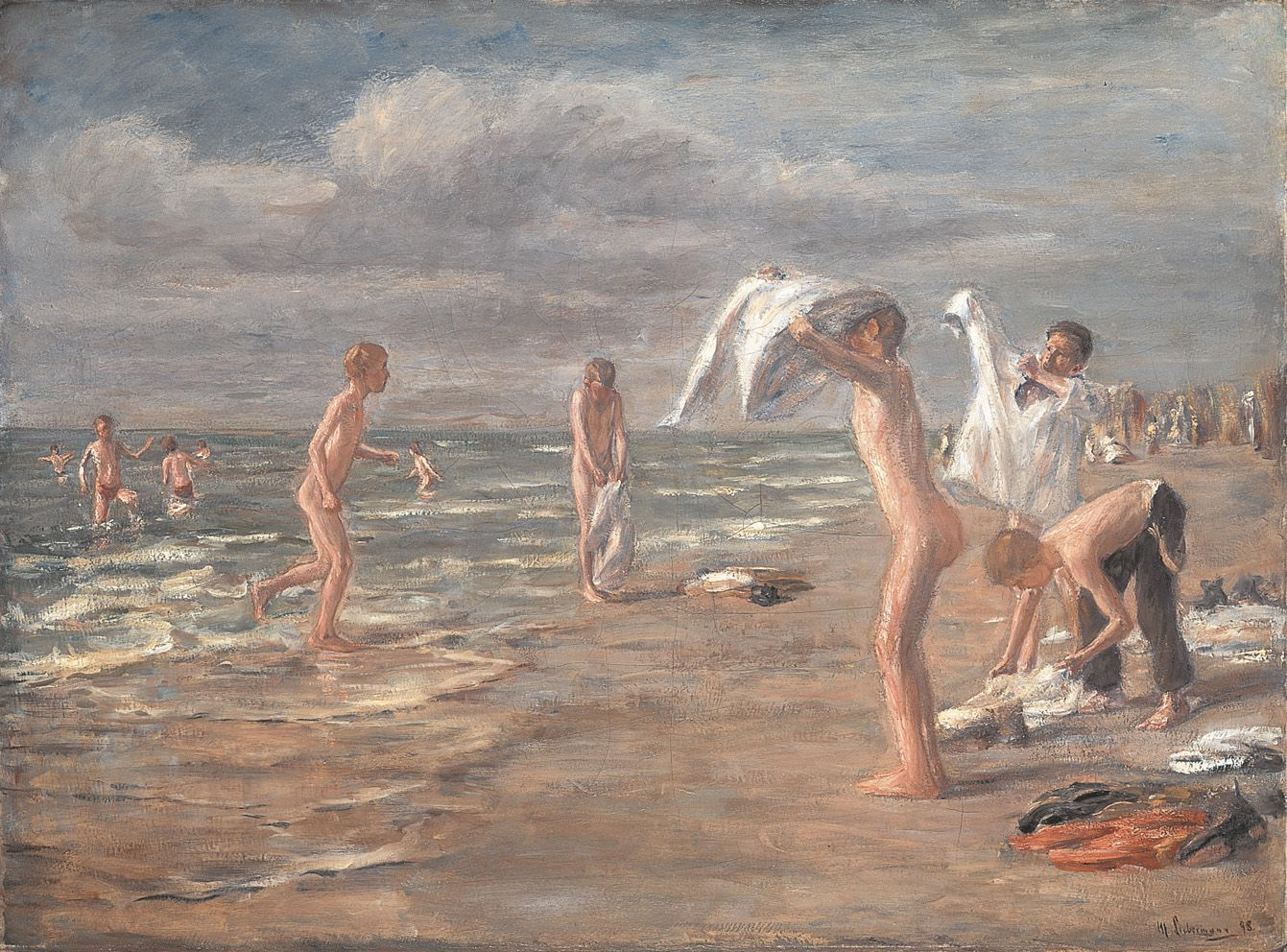
馬克思·利伯曼《沐浴的男孩們》
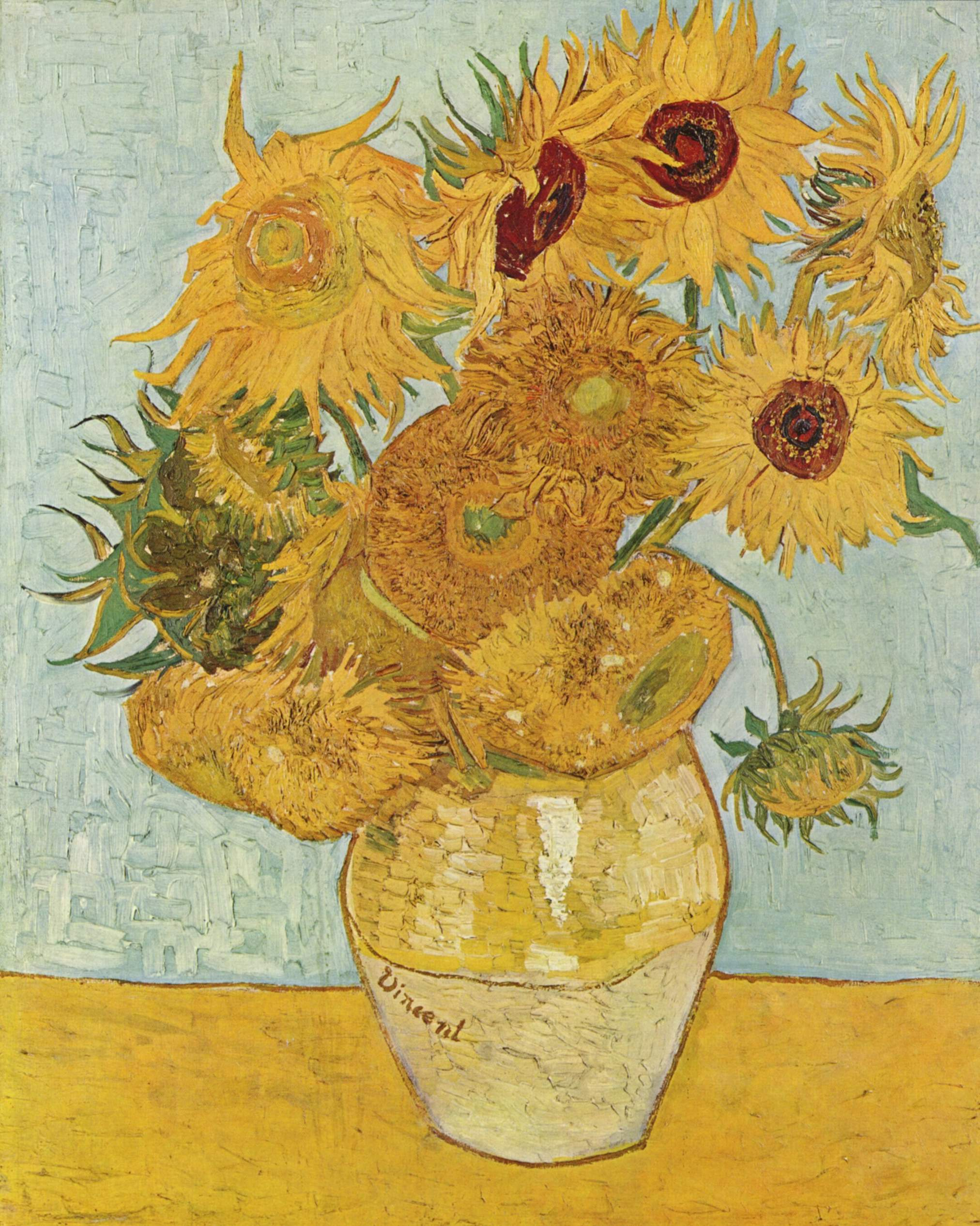
梵谷 《向日葵》